# Яноушек, Богумил
Богумил (Боб) Яноушек (чеш. Bohumil Janoušek, англ. Bob Janousek; род. 7 сентября 1937[…], Прага) — чехословацкий гребец, выступавший за сборную Чехословакии по академической гребле в конце 1950-х — середине 1960-х годов. Бронзовый призёр двух летних Олимпийских игр, обладатель серебряной и бронзовой медалей чемпионатов Европы, победитель и призёр первенств национального значения. Также известен как тренер, производитель лодок в Великобритании.

## Биография
Богумил Яноушек родился 7 сентября 1937 года в Праге.
Впервые заявил о себе в академической гребле на международном уровне в сезоне 1959 года, когда вошёл в состав чехословацкой национальной сборной и выступил на чемпионате Европы в Маконе, где в восьмёрках выиграл серебряную медаль, пропустив вперёд только экипаж из Восточной Германии.
Благодаря череде удачных выступлений удостоился права защищать честь страны на летних Олимпийских играх 1960 года в Риме. В составе экипажа-восьмёрки, куда также вошли гребцы Лудек Поезный, Ян Йиндра, Станислав Луск, Вацлав Павкович, Йозеф Вентус, Ян Шведа, Иржи Лундак и рулевой Мирослав Коничек, с первого места преодолел предварительный квалификационный этап, тогда как в решающем финальном заезде финишировал третьим позади команд из Германии и Канады — тем самым завоевал бронзовую олимпийскую медаль.
После римской Олимпиады Яноушек остался действующим спортсменом и продолжил принимать участие в крупнейших международных регатах. Так, в 1963 году он побывал на чемпионате Европы в Копенгагене, откуда привёз награду бронзового достоинства, выигранную в восьмёрках.
В 1964 году стартовал в восьмёрках на Олимпийских играх в Токио. Здесь совместно с такими гребцами как Петр Чермак, Ян Мрвик, Юлиус Точек, Иржи Лундак, Йозеф Вентус, Лудек Поезный, Рихард Новый и Мирослав Коничек, повторил успех четырёхлетней давности — вновь был лучшим на предварительном заезде, а в финале взял бронзу, уступив экипажам из США и Германии.
Впоследствии занялся тренерской деятельностью, в 1969—1976 годах возглавлял британскую национальную сборную по гребле. В 1981 году открыл в Великобритании собственную компанию по производству лодок Janousek Racing Boats.